# Джафаров, Абумуслим Пирмагомедович
Джафаров Абумуслим Пирмагомедович (таб. Абумуслим Пирмягьямедович Джяфаров; 1909—1969) — табасаранский писатель, поэт и драматург. Основоположник табасаранской советской литературы.

## Биография
Абумуслим Джафаров родился в крестьянской семье в селе Хив (ныне Хивский район Дагестана) в 1909 году. Образование получил на рабфаке в Дербенте, работал учителем в родном селе, а также в Дагестанском учебно-педагогическом издании. Джафаров написал свое первое произведение ещё в 1924 году, в 1931-м вышел в свет его совместный с Дадашем Раджабовым сборник. Он перевел на табасаранский язык произведения Крылова, Пушкина, Горького, Маяковского, Гамзата Цадасы.  
В 1937 году был репрессирован.  Обвинили поэта в том, что он «Восхваляет фашистскую Италию и Муссолини!»  за фразу: «Да здравствует Италия!», «Да здравствует Социализм!», «Да здравствует Парма!». При составлении хрестоматии для табасаранских школ он перевел на родной язык и поместил  в нее рассказ М. Горького "Дети из Пармы" из цикла "Сказки об Италии" где генуэзцы, встречающие голодных детей рабочих из бастующей Пармы, кричали: «Да здравствует Италия!», «Да здравствует социализм!», «Да здравствует Парма!». Эти фразы послужили  основной причиной обвинения.  Он был осужден на 10 лет ссылки.   Через 10 лет он вышел из мест заключения и продолжил писать. Поэт, писатель и переводчик А.Джафаров в возрасте 60 лет ушел из жизни 13 декабря 1969 года.  
Реабилитирован в 1953 году. Член Союза писателей СССР с 1936 года.

## Творчество
В литературу А. Джафаров вошел в 20-е годы XX века. В 1924 году был опубликован его рассказ «Воры». Первый сборник стихов «Первые шаги» (таб. «Сабпи къадамар») — вышел в 1933 году. в 1934 году — «Сборник стихов» (совместно с Д. Раджабовым) и первый сборник его рассказов «Прежде и теперь». В 1935 году были издана книги стихов А. Джафарова «Веселые голоса» и «Наши песни». В 1934 году вышла его пьеса «От тьмы  к свету», за которую он был удостоен Государственной премии Дагестанской АССР. Им был написан цикл стихов о В. И. Ленине: «Картина», «Ленин в горах», «У вечности на часах» и другие. В последующие годы были опубликованы его поэмы «Сестра», «Ради жизни», «Урожайный год», «Седобородый охотник», «Эреллер» («Тайна Дюрка»), рассказы «Муштулла», «Выявленная вина», повести «Дорога в завтра», «Крылатый браконьер», сборник рассказов «Маленькие геологи», написаны пьесы «Любовь чабана» и «Случай в лесу».
Первым крупным произведением после реабилитации у Джафарова стала поэма «Тайна Дюрка». Она была издана в Москве отдельной книгой и на её основе написан киносценарий «Тайна горы Дюрк», получивший положительную оценку в журнале «Искусство кино». В последующие годы он написал 7 поэм, 2 пьесы, 2 повести («Крылатый браконьер» и «Дорога в завтра»), сборник рассказов. Последним произведением Джафарова стала незавершённая повесть «Концерт в могиле» («Накьвдиъ концерт») о политзаключённых, где были отражены все тяготы лагерной жизни.